# Кордовские мученики
Кордовские мученики — сорок восемь христиан (в большинстве своём — монахов), казнённых в городе Кордоба (Испания) в период между 850 и 859 годами по обвинениям в преступлениях против ислама. Необычно то, что перед казнью им предоставлялась возможность исповедать свою веру. Было также несколько казней за отступление от ислама. Тех, кто был умучен в то время, именуют мучениками Кордовскими.
Большинство имён мучеников — испанские, хотя среди них имеются и баэто-романские, то есть визиготские, одно имя имеет своим происхождением Септиманию, другое — арабское или берберское происхождение. Об остальных именах ничего не известно. Имеется также связь казнённых с христианским Востоком: об одном мученике говорится, что он был сирийцем, другой был арабским или греческим монахом из Палестины, двое других носили греческие имена. Это, в частности, указывает на роль Греции в христианизации большей части страны Бетика (Hispania) до тех пор, покуда они не были оттуда окончательно изгнаны в 554 году: представители Византии приглашались для борьбы с династией визиготов.

## Список мучеников
- Абундий Кордовский (Abundius) (854, память 11 июля). Приходской священник из Ананела (Ananelos), села около Кордовы. Он был арестован за то, что порочил Мухаммеда. В отличие от большинства других мучеников, Абундий был предан другими и не по своей воле предстал перед судом эмира. Он был казнён, и его тело было брошено собакам.
- Адульф Кордовский и Иоанн Кордовский (ок. 822, память 27 сентября). Оба брата родились в Севилье от отца-мусульманина и матери-христианки. Оба казнены в Кордове при Абд ар-Рахмане II.
- Аматор Кордовский, Пётр Кордовский и Луис Кордовский (ок. 855, память 30 апреля). Св. Аматор родился в Мартосе, что около Кордовы, там же он был рукоположён во священника. Вместе с монахом по имени Пётр и обывателем по имени Луис, братом прежде умученного Павла, они были казнены эмиратом за поношение ислама.
- Анастасий Кордовский, Феликс Кордовский и Дигна Кордовский (853, память 14 июня). Анастасий был диакон в храме св. Акискла (Acisclus), что в Кордове, который стал монахом в окрестности Табаноса (Tábanos). Феликс родился в Алкала (Alcalá) в берберской семье, стал монахом в Астуриасе (Asturias), но присоединился к монастырю в Табаносе. Дигна также принадлежал к тамошней обители.
- Аргимир Кордовский (856, память 28 июня). Святой Аргимир (Argymirus, Argimirus, Argimir), дворянин из Кабры, был цензором эмира Мухаммада I. Он был изгнан со своей службы по причине вероисповедания и стал монахом. Он был обвинён другими в оскорблении пророка Мухаммеда и публичной проповеди святости Иисуса Христа. Ему было обещано помилование, если он покинет христианство и примет ислам. Он отказался и был казнён.
- Аврея Кордовская (856, память 9 июля). Святая Аурея (Aurea), или Аура (Aura) родилась в Кордове, что в Испании в мусульманской семье. Овдовев, она вскоре приняла христианство и стала монахиней в Кутеклара (Cuteclara), где она оставалась более двадцати лет. Она была обнаружена мусульманской роднёй, предстала перед судьёй и по принуждению отреклась от христианства. Сожалея об этом, она продолжала тайно исповедовать Христову веру. Когда об этом узнала её семья, она вновь предстала перед судом, на этот раз не отреклась и была казнена.
- Бенильда Кордовская (853, память 15 июня). Казнь св. Анастасия вдохновила св. Бенильду (Benildis) выбрать на следующий день венец мученичества. Её пепел был брошен в Гвадалквивир (Guadalquivir).
- Колумба Кордовская (853, память 17 сентября). Родившаяся в Кордове монахиня монастыря Табанос (Tábanos), она была задержана вместе с остальными монахиня, дабы предохранить их от предстояния пред судом, когда эмират закрыл монастырь в 852 году. Она бежала, открыто отрицала Мухаммеда и была обезглавлена.
- Илия Кордовский, Павел Кордовский и Исидор Кордовский (856, память 17 апреля). Илия, священник из Кордовы, был казнён в почтенном возрасте маврами вместе с монахами Павлом и Исидором, его учениками.
- Эмила Кордовский и Иеремия Кордовский (852, память 15 сентября). Два юноши, Эмила (Emilas) и Иеремия, первый из которых был диаконом, были посажены в тюрьму и обезглавлены в Кордове во времена эмира Абдеррахмана.
- Евлогий Кордовский, (859, память 11 марта). Святой Евлогий был блестящим священником в Кордове в те времена. Выделявшийся своими храбростью и учёностью, он вдохновлял некоторых из добровольных мучеников и писал их Помянник. Сам он был казнён за то, что скрывал и защищал святую деву Леокритию (Leocritia), обращённую из ислама.
- Фандила Кордовский (853, память 13 июня). Святой Фандила (Fandilas) был священником и игуменом монастыря Пеньямелария (Peñamelaria) неподалёку от Кордовы. Он был обезглавлен в Кордове по приказу Мухаммеда I.
- Флора Кордовская и Мария Кордовская (851, память 24 ноября). Обе эти женщины происходили из смешанных браков между христианами и мусульманами. Кроме того, Мария была сестрой Валабонса (Walabonsus), который был казнён ранее. Отец Флоры, который умер, когда она была ещё совсем юной, был мусульманином. Поэтому её христианство трактовалось как отступление от ислама. Хотя Мария и Флора вместе отрицали ислам перед судом, Мария была казнена за богохульство, а Флора — за вероотступничество.
- Георгий Кордовский, Аврелий Кордовский и Наталия Кордовская, Феликс Кордовский и Лилиоза Кордовская, (852, память 27 июля). Умучены в Кордове при эмире Абд эр-Рахмане II. Аврелий и Феликс, и их жены, Наталия и Лилиоза (Liliosa), были испанцами из смешанных в религиозном отношении семей. От них требовалось юридически, чтобы они исповедали ислам. После того, как им было дано четыре дня, чтобы отречься от христианства, они были осуждены как вероотступники за раскрытие их предварительно скрытой христианской веры. Дьякон Георгий был монахом из Палестины. Он был арестован наряду с этими двумя парами. Хотя ему предлагалось прощение как иностранцу, он вновь стал отрицать ислам снова и отошёл к Господу вместе с другими.
- Гуземинд Кордовский и Сервус Деи Кордовский (852, память 13 января). Святые Гуземинд (Gusemindus), приходской священник, и Сервус Деи (Servus Dei), монах, были казнены в Кордове при Абд эр-Рахмане II.
- Исаак Кордовский (851, память 3 июня). Святой Исаак родился в благополучной кордовской семье, был хорошо образован, свободно владел арабским, что помогло ему быстро занять высокий пост exceptor rei publicae в правительстве мавров. Он оставил этот пост, чтобы стать монахом в семейном монастыре Табанос, что в нескольких милях от Кордовы. Во время публичных дебатов он отрицал Мухаммеда и был за это казнён.
- Лаура Кордовская (864, память 19 октября). Святая Лаура родилась в Кордове. Овдовев, она стала монахиней в Кутеклара (Cuteclara). Осуждённая за вероотступничество, она была брошена в котёл с расплавленным свинцом.

- Леокрития Кордовская (859, память 15 марта). Святая Леокрития (Leocritia), или Лукреция (Lucretia), дева из Кордовы, родилась в мусульманской семье. Она была обращена ко Господу своим родственником. По совету св. Евлогия и с его помощью она бежала из дому и отправилась в укрытие. Однажды она и св. Евлогий были арестованы. Евлогий, которого то сажали в тюрьму, то отпускали оттуда, был казнён за прозелитизм, Леокрития была казнена за вероотступничество.
- Леовигильд Кордовский и Христофор Кордовский (852, память 20 августа). Леовигильд был монахом и священником в Кордове. Христофор был монахом в монастыре св. Мартина в Ла Рохана (La Rojana) неподалёку от Кордовы. Оба они были казнены в Кордове при Абд эр-Рахмане II.
- Нунила Кордовская и Алодия Кордовская (851, память 22 октября). Сёстры Нунило (Nunilo) и Алодия (Alodia) родились в Адахуэске (Adahuesca), что в провинции Уэска, Испания. Дочери отца-мусульманина и матери-христианки, они были воспитаны в Христовой вере. После кончины их отца их мать вышла замуж за другого мусульманина, который их жестоко преследовал и посадил в тюрьму. В конечном итоге они были обезглавлены при Абд эр-Рахмане II.
- Павел Кордовский из монастыря св. Зоила (851, память 20 июля). Св. Павел был диаконом в Кордове, при монастыре св. Зоила (Zoilus). Он был известен особым попечением о христианах, брошенных в тюрьму мусульманами. Он был обезглавлен. Его св. мощи почивают в храме св. Зоила.
- Петр Кордовский, Валабонс Кордовский, Сабиниан Кордовский, Вистремунд Кордовский, Хабентий Кордовский и Иеремия Кордовский (851, память 7 июня). Священник Петр, диакон Валабонс (Walabonsus), монахи из монастыря св. Зоила, что в Кордове, Испания, Сабиниан (Sabinian) и Вистремунд (Wistremundus), монах из монастыря св. Христофора Хабентий (Habentius) и старец Иеремия основали монастырь Табанос неподалёку от Кордовы. За публичное отрицание Мухаммеда они были казнены в Кордове при Абд эр-Рахмане. Иеремия был замучен до смерти, остальные были обезглавлены.
- Перфект Кордовский (850, память 18 апреля). Св. Перфект, священник из Кордовы, был обезглавлен за свидетельствование против ислама и Мухаммеда.
- Помпоза Кордовская (853, память 19 сентября). Монахиня из монастыря в Пеньямелария (Peñamelaria), св. Помпоза (Pomposa) была обезглавлена эмиром Кордовским.
- Помпоза Кордовская (835, память 19 сентября). Другая монахиня из монастыря Сан Сальвадор в Пеньямелария (Peñamelaria), св. Помпоза избежала ареста вместе с другими монахинями. Однако она явилась на суд и была казнена вопреки протестам других монахинь из этого монастыря.

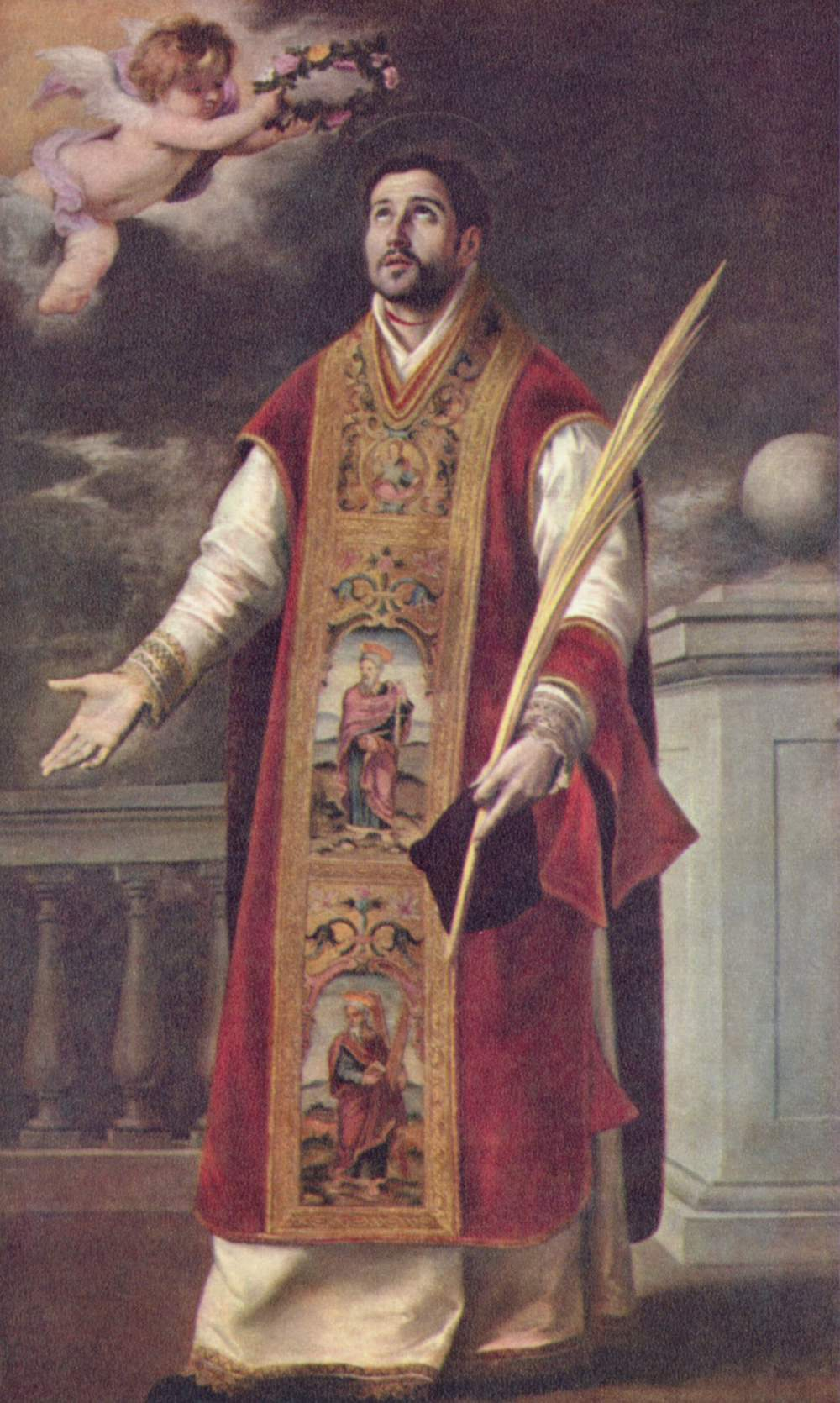
Родерик, священник из Кабры, Испания, казнен в Кордове, Бартоломе Эстебан Перес Мурильо.

- Родерик Кордовский и Саломон Кордовский (857, память 13 марта). Св. Рудерик (Rudericus), или Родерик (Roderick), священник из Кабры, был предан своим братом-мусульманином, который ложно обвинил его в том, что тот принял ислам, а потом перешёл в христианство, то есть в вероотступничестве. В тюрьме он познакомился с товарищем по предстоящим мучениям Саломоном (Salomon), или Соломоном (Solomon). Оба были казнены в Кордове.
- Рогелль Кордовский и Сервус Деи Кордовский (852 память 16 сентября). Монах Рогелль (Rogellus) и его юный ученик Сервус Деи (Servus Dei) были казнены в Кордове за публичное отрицание ислама в мечети. Они были первыми христианами, умученными при Мухаммаде I.
- Санчо Кордовский (851, память 5 июня). Святой Санчо (Sancho), или Санктий (Sanctius), или Санций (Sancius) родился в Альби (Albi), что в Септимании. Во время войны он попал в плен и оказался в Кордове, что в Испании. Там он получил образование при королевском дворе и принят в гвардию эмира. Был казнён за отказ принять ислам.
- Сандила Кордовский (ок. 855, память 3 сентября). Св. Сандила (Sandila), или Сандал (Sandalus), или Сандол (Sandolus), или Сандульф (Sandulf) казнён в Кордове во времена эмирата.
- Сисенанд Кордовский (851, память 16 июля). Св. Сисенанд (Sisenandus) родился в городе Бадахос (Badajoz), провинция Эстремадура (Estremadura). Он стал диаконом в храме св. Акискла (Acisclus) в Кордове. Его обезглавили при Абд ар-Рахмане II.
- Теодемир Кордовский (851, память 25 июля). Св. Теодемир (Theodemir) был монахом, которого казнили в Кордове при Абд эр-Рахмане II.
- Витесинд Кордовский (855, память 15 мая) Св. Витесинд (Witesindus, Witesind) был обывателем-христианином из Кабры, принявшим ислам, но затем вернувшимся в христианство. Был казнён за вероотступничество.